# Beuren (Hechingen)
Beuren is een plaats in de Duitse gemeente Hechingen, deelstaat Baden-Württemberg, en telt 167 inwoners.